# Team B 3rd Stage「B A FIGHTER」公演
 Team B 3rd Stage「B A FIGHTER」公演是BEJ48的剧场公演，此套公演同時也是BEJ48 Team B的首套原創公演。

## 概要
《B A FIGHTER》是BEJ48 Team B的首套原創公演。是为Team B成员量身打造，加入了具有地域特色的中国风元素 ，更有成员参与作词，以多元视角还原Team B成员的舞台魅力，全新的试听效果打造如临其境的紧张感，同时的Team B三期生成员也将登台亮相。

## 公演曲目
1. overture (BEJ48 ver.)
2. Be a Fighter
（作词：张艾　作曲：Piggy　编曲：Piggy、Koshin）
3. 先锋号角
（作词：黄枫宜　作曲：Piggy　编曲：Piggy、Koshin）
4. 速
（作词：张艾　作曲：Piggy　编曲：Piggy、Koshin）
5. 飞行国度
（作词：黄枫宜　作曲：唐绍葳　编曲：唐绍葳）
6. 绅士风度
（作词：左放　作曲：Ken Chong　编曲：Ken Chong）
7. 子弹日记
（作词：张艾　作曲：Piggy　编曲：Piggy）
8. SHOW
（作词：左放　作曲：Melodesign　编曲：Melodesign）
9. 一天天一点点
（作词：夏宁　作曲：7key-Once　编曲：7key-Once）
10. SPY
（作词：夏宁　作曲：Piggy　编曲：Piggy、Koshin）
11. 星梦奇遇记
（作词：李相辰　作曲：Arisa Sato　编曲：Arisa Sato）
12. 华夏—紫禁城
（作词：夏宁　作曲：Piggy　编曲：Piggy、Koshin）
13. If You
（作词：夏宁　作曲：Piggy　编曲：Piggy、Koshin）
14. 笨
（作词：甘世佳　作曲：Andrew Shin　编曲：Andrew Shin）
15. 虹色警戒
（作词：左放　作曲：Piggy　编曲：Piggy、Koshin）
16. 前行吧！彼异界号
（作词：夏宁　作曲：Piggy　编曲：Piggy、Koshin）
17. 爱与前方
（作词：黄枫宜　作曲：Piggy　编曲：Piggy、Koshin）

## BEJ48 Team B 3rd Stage「B A FIGHTER」公演
- 公演期間：2018年1月19日－
- 出演成员
  - 常规16人演出：陈美君、段艺璇、胡丽芝、胡晓慧、林溪荷、刘姝贤、毛其羽、青钰雯、沈小爱、田姝丽、孙晓艳、夏越、熊素君、闫明筠、周洁艺、张梦慧
  - 初日演出：陈美君、段艺璇、胡丽芝、胡晓慧、林溪荷、刘崇恬、刘姝贤、毛其羽、青钰雯、沈小爱、田姝丽、孙晓艳、夏越、熊素君、闫明筠、杨鑫、周洁艺、张梦慧
- 分組曲擔當
  - 绅士风度 （胡晓慧、沈小爱、熊素君）
  - 子弹日记 （毛其羽、夏越、张梦慧）
  - SHOW （段艺璇、青钰雯、田姝丽）
  - 一天天一点点 （胡丽芝、林溪荷、孙晓艳、闫明筠、周洁艺）
  - SPY （陈美君、刘姝贤）

## BEJ48 Team B「B A FIGHTER」复刻公演
- 公演期間：2023年10月1日－
- 出演成员
  - 常规16人演出：张梦慧、陈蓁蓁、黄怡慈、黄宣绮、张宸祎、吴睿莎、郑照暄、聂渝景、朱一柠、高予瑾、孟清渝、沈祉含、王祉依、张歆如
  - 初日演出：张梦慧、陈蓁蓁、黄怡慈、黄宣绮、张宸祎、吴睿莎、郑照暄、聂渝景、朱一柠、高予瑾、孟清渝、沈祉含、王祉依、张歆如
- 分組曲擔當
  - 绅士风度
  - 子弹日记
  - SHOW
  - 一天天一点点
  - SPY

## SNH48年度金曲大赏各曲最高排名
| 歌曲             | 第5届              |
| ---------------- | ------------------ |
| Be A Fighter     | 未入选             |
| 先锋号角         | 未入选             |
| 速               | 未入选             |
| 飞行国度         | 未入选             |
| 绅士风度         | 未入选             |
| 子弹日记         | 未入选             |
| SHOW             | 未入选             |
| 一天天一点点     | 星辰组 24          |
| Spy              | 曜阳组 1           |
| 星梦奇遇记       | 未入选             |
| 华夏—紫禁城      | 未入选             |
| If You           | 未入选             |
| 笨               | 年度金曲（16人曲） |
| 虹色警戒         | 未入选             |
| 前行吧！彼异界号 | 未入选             |
| 爱与前方         | 未入选             |

## 轶事
2017年12月29日，BEJ48運營公司宣布由於突發的不可抗因素，原定於12月29日進行的B隊原創公演首演將延期舉辦，首演具體時間將另行通知。Team B成員熊素君於2018年1月1日的直播中透露公演曲目未過審核，被北京市文化局駁回，所以公演首演將延期演出。2018年1月11日，BEJ48運營公司宣布歌单经细微调整后，《B A FIGHTER》將于2018年1月19日举行首演。

## 外部連結
- BEJ48官方網站的介紹（页面存档备份，存于）